# Ураган Катрина
Катрина је име за ураган који је крајем августа 2005. погодио јужну обалу Сједињених Америчких Држава.
Настао је 24. августа 2005. крај Бахама и први удар на копно догодио се крај Мајамија (Флорида) кад је јачина урагана била категорије 1 на Сафир-Симпсоновој скали за урагане. Тамо је узроковао веће поплаве и 11 погинулих. Свој пут је ураган наставио у Мексичком заливу где је добио на снази. 29. августа ураган налеће на америчке државе Луизијана и Мисисипи са јачином категорије 4 (ветрови 250 km/h). Узроковане су велике штете на приобалним подручјима, а 80 одсто града Њу Орлеанса је потопљено када су дан након налета урагана попустиле бране које су штитиле град у депресији. Ураган је такође изазвао жртве и штете у америчким државама Алабама, Тенеси, Џорџија и Кентаки.
Укупно је погинуло 1.209 људи од чега преко 900 у Луизијани. Процењено је да је то била најскупља природна катастрофа у САД-у до тада.